# Pierre-Marie Le Guen
Pierre-Marie Le Guen est un religieux et homme politique français né en 1722 à Rennes (Ille-et-Vilaine) et décédé le 24 juin 1789 à Versailles (Yvelines).
Curé d'Argenteuil en 1764, doyen de Montmorency en 1787, il est député du clergé aux États généraux de 1789 pour la prévôté de Paris. Il meurt rapidement après l'ouverture de la session.

## Sources
- « Pierre-Marie Le Guen », dans Adolphe Robert et Gaston Cougny, Dictionnaire des parlementaires français, Edgar Bourloton, 1889-1891 [détail de l’édition]